# خان (لقب)
خان هو لقب لإحدى العائلات وينتشر في مناطق وسط وغرب آسيا، وبشكل أكثر تحديداً في باكستان وأفغانستان ودول وسط آسيا مثل كازاخستان وأوزبكستان والهند وبنغلاديش.

## التأثيل
يقترح Dybo (2007) أن الجذر الاشتقاقي النهائي لخان يأتي من اللغة الإيرانية الوسطى * hva-kama- `` الحاكم الذاتي ، الإمبراطور '' ، وفقًا لرأي Benveniste 1966. لاحظ Savelyev و Jeong 2020 أن كلا الجذر الاشتقاقي لخان ويمكن اشتقاق خاتون الأنثوي من اللغات الإيرانية الشرقية ، وتحديداً من "السكا المبكرة * هفاتون ، راجع الكلمات الصغدانية الموثقة xwt'w 'الحاكم' (<* hva-tāvya-) وزوجة xwt'yn 'للحاكم (<* hva-tāvyani) ".

## المصطلحات المتعلقة بخان
- خان زاده Khanzadeh ( Tatar : Xanzadä ) - أمير ، ابن خان
- خان بيقه Khanbikeh ( Tatar : Xanbikä ) - ملكة ، زوجة خان
- خان باليق (أو دادو) - عاصمة يوان التي تطورت فيما بعد إلى بكين الحديثة.
- خاتون - أنثى معادلة لخان

## نظرة عامة

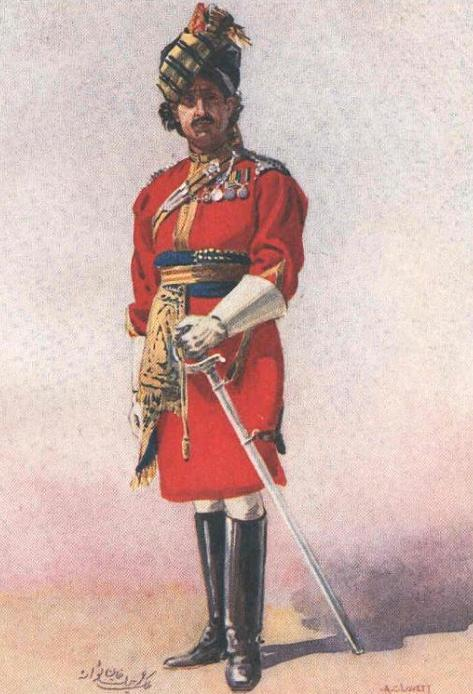
مالك عمر حيات خان

تعد تاريخيا سلالة خان أحد السلالات التي حكمت تلك المناطق المذكورة أعلاه.

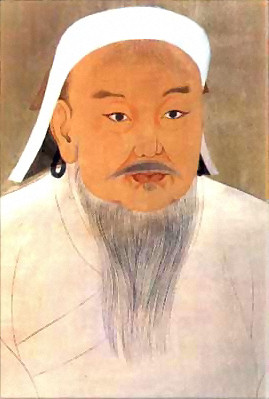
جنكيز خان حاكم إمبراطورية المغول.

## مشاهير
العديد من المشاهير يحملون لقب خان ويكثرون بالهند. مثل شاروخ خان، سلمان خان، عامر خان، سيف علي خان.